# Amerikansk filosofi
Amerikansk filosofi er filosofi fra USA. Den amerikansk filosofi har udviklet sig siden det 17. århundrede. Den er mangfoldig og uden nogen kerne bortset fra dens løbende forankring i amerikansk kultur.
Amerikansk filosofi henviser således til den filosofiske tradition, der er udviklet i USA og de bidrag, amerikanske filosoffer har ydet til filosofi som helhed. Den amerikanske filosofi har blandt andet været præget af vigtige strømninger som pragmatisme, analytisk filosofi, liberalisme, republikanisme, amerikansk eksistentialisme, feministisk filosofi og naturalisme. Samlet set er amerikansk filosofi mangfoldig og afspejler landets kulturelle og intellektuelle mangfoldighed. Den har haft betydelig indflydelse både inden for og uden for USA.

## Kendetegn
Den amerikanske filosofi hører til den vestlige filosofi, og den har også overvejende bestået af akademisk fagfilosofi, der er teoretisk. Dog har amerikansk filosofi været mere nytteorienteret end især den kontinentaleuropæiske, og den har for eksempel været anvendt i pædagogik og uddannelse samt organisation og ledelse. Desuden er filosofien også blevet direkte praktiseret i en mindre teoretisk udgave inden for blandt andet eksistentiel terapi.

## Moderne tid
Den amerikanske filosofi har især udviklet sig i moderne tid, og har har den ikke mindst haft et praktisk fokus.

### Pragmatisme og erfaringsfilosofi
Den mest indflydelsesrige amerikanske retning inden for fagfilosofien er pragmatismen. Den opstod i 1870'ernes USA med blandt andre Charles Sanders Peirce, William James, George Herbert Mead og John Dewey. Den er baseret på den ide, at sandhed skal forstås ud fra dens anvendelsesorienterede nytte. Tilgangen blev senere moderniseret af blandt andre Richard Rorty, der var kritisk over for påvirkningen fra flere af de moderne europæiske fagfilosoffer.
John Dewey endte med at udvikle sin egen praktiske tilgang. Han var blandt andet kendt som en af ophavsmændene til erfaringspædagogik. Han regnes som en vigtig person inden for pædagogisk filosofi og filosofisk pædagogik, der har sat et vigtigt spor i pædagogikkens idehistorie. Dewey er især blevet alment kendt på grund af sin undervisningsfilosofi, der havde fokus på demokrati og erfaring. Han er i den forbindelse særligt kendt for sit slogan “learning by doing”.
Neo-pragmatismen bygger videre på den pragmatiske tradition og omfatter filosoffer som Richard Rorty og Hilary Putnam. Neo-pragmatisterne fokuserer på sprog og diskurs som centrale forståelsesrammer og betragter filosofien som en form for sprogspil.

### Etik og politisk filosofi
Der har også været et stort politisk fokus inden for amerikansk filosofi:
Den amerikanske filosof Emma Goldman var en tidlig repræsentant. Hun blev involveret i den amerikansk anarkisme, efter Haymarketoptøjerne i 1886 og blev kendt for den energi hun lagde i arbejdet til fordel for arbejderklassen og for sine brandtaler til arbejderne om oprør. Hun var også kendt som kvindesagsforkæmper. Goldman har inspireret mange libertære og feministiske bevægelser og filosofiske retninger, blandt andet Anarkafeministerne.
Hannah Arendt argumenterede for, at politisk frihed opnås gennem offentlig deltagelse, hvor borgerne deltager i politiske anliggender og diskussioner. Hun understreger vigtigheden af offentlige rum, hvor ideer kan udveksles. Arendt fremhæver, at mennesket er et handlende væsen, og at politisk aktivitet og mangfoldighed er vigtige. Hun analyserede farerne ved totalitære regimer og påpegede, hvordan manglen på politisk deltagelse og masseovervågning kunne true friheden.
En anden og nyere politisk orienteret repræsentant i samme boldgade er Noam Chomsky. Han er ikke alene sprogforsker men også kendt som anarkist og kritiker af kapitalismen og USA's magt. De seneste år har han desuden markeret sig som deltager i den globaliseringskritiske bevægelse. Flere af Chomskys bøger er oversat til dansk.
John Rawls var en amerikansk politisk fagfilosof, der var professor ved Harvard Universitet. Han er en af de mest indflydelsesrige politiske fagfilosoffer i anden halvdel af det 20. århundrede; og med sin teori om retfærdighed som fairness gav han et bud på en nyfortolkning af den traditionelle filosofiske kontraktteori.
Robert Nozick var en amerikansk politisk fagfilosof og professor ved Harvard-universitetet, der leverede et modsvar til Rawls. Hans bog Anarchy, State, and Utopia indeholder en libertær filosofi. I bogen argumenterer han bl.a. for, at fordelingen af goder er retfærdig, blot fordelingen er resultatet af frivillig vareudveksling mellem frie mennesker. Nozick henviste til Kants kategoriske imperativ, som siger, at det enkelte menneske altid skal opfattes som et mål i sig selv og ikke blot som et middel til at opnå andre mål. For eksempel er tvungen omfordeling af goder uretfærdig, da den ser mennesket som en kilde til goder, som et middel til at opnå andre mål.
En anden nyere amerikansk fagfilosof er Martha Nussbaum, som er professor ved University of Chicago. Nussbaum er særligt interesseret i oldgræsk og romersk filosofi, politisk filosofi, feminisme og etik, herunder også dyrs rettigheder. To af hendes bøger Frygtens monarki og At skabe kapabiliteter er oversat til dansk, og hun har besøgt Danmark ved flere lejligheder.

### Feministisk filosofi
Desuden har feminismen spillet en vigtig rolle:
Den amerikanske filosof Christina Hoff Sommers er blandt andet en vigtig repræsentant for den liberale feminisme, og hun forsvarer lige rettigheder for mænd og kvinder. Hun kritiserer samtidig den mere radikale feminisme for at være præget af offer-mentalitet og fjendtlighed over for mænd.
Den amerikanske filosof Ti-Grace Atkinson er derimod repræsentant for den helt modsatte radikale feminisme. Hun opfatter samfundet som et mandsdomineret patriarkat, der må fuldstændigt afskaffes. Således skal mænds dominans fjernes i alle områder af samfundet og kulturen. Det samme skal alle kønsforskelle.
Filosoffen Marilyn Frye er til gengæld en del af den separatistiske og lesbiske feminisme, der er modstander af heteroseksuelle forhold. Tanken er at kvinder skal holde sig helt adskilt fra mænd, der ikke kan bidrage med noget positivt til kvinders liv Hun er kendt for sine teorier om sexisme, racisme, undertrykkelse og seksualitet. Hun lever selv som lesbisk. Hun er blandt andet forfatter til bogen The Politics of Reality: Essays in Feminist Theory. Bogen viser, at kvinder bliver mødt med paradoksale krav, de skal fx både være seksuelt aktive og inaktive.
Judith Butler er derimod en del af den poststrukturalistiske feminisme, der har sine rødder i fransk filosofi. Hendes bog Gender trouble fra 1990 (da. Kønsballade, 2011) argumenterer for et syn på køn som værende sociale konstruktioner, og grundlæggende performative. Butler mener ikke, vi kan erkende det biologiske ud over vores kultur, men videre endnu hævder hun også at det biologiske også er en konstruktion. Både det biologiske og det sociale køn er sociale konstruktioner.
Filosoffen bell hooks er endelig en vigtig repræsentant for den afroamerikanske filosofi og den sorte feminisme. Hun har vendt sig imod den klassiske feminisme, fordi den er formuleret af og for privilegerede hvide middelklassekvinder og derfor båret af kapitalismen og racismen.
Den senere feministiske filosof Donna Haraway er kendt for at udvikle en kritisk feministisk tilgang til koblingen mellem køn, teknovidenskab og globale magtstrukturer. Hun har forholdt sig kritisk til traditionelle naturvidenskabelige objektivitetskrav, og har som alternativ formuleret begrebet situeret viden. Haraway er også kendt for at introducere cyborgen som en metafor for de komplikationer, der er forbundet med at sondre stærkt mellem menneske og maskine.

### Sprog- og bevidsthedsfilosofi
Et andet vigtigt område har været sprog- og bevidsthedsfilosofi. Her har den amerikanske filosof John Searle blandt andet spillet en vigtig rolle med hans videreudvikling af talehandlingsteorien. En talehandling er et sprogligt udsagn der udfører en handling med ikke-sproglige konsekvenser. Searles bog Psyke, sprog og samfund er oversat til dansk.
Den amerikanske filosof Thomas Nagel hævdede, at der ikke fandtes et uafhængigt synspunkt, hvorfra man kunne forklare alting objektivt. Han mente blandt andet, at bevidstheden har et subjektivt element, som ikke kan forklares rent objektivt. Det viste han i teksten Hvordan er det at være en flagermus?, der er oversat til dansk.

### Analytisk filosofi
Analytisk filosofi har haft en betydelig indflydelse på moderne amerikansk filosofi og omfatter filosoffer som Willard Van Orman Quine og Donald Davidson. Den analytiske tilgang fokuserer på klarhed i sprogbrug, logisk analyse og præcision i argumentation.

### Filosofi for kognitiv videnskab
Filosoffer som Daniel Dennett og Patricia Churchland har bidraget til filosofien for kognitiv videnskab og neurofilosofi. De udforsker forholdet mellem sind og hjerne og inddrager neurovidenskabelige resultater i filosofisk analyse.

### Miljøfilosofi
Med stigende bekymring for miljøproblemer har miljøfilosofi fået øget opmærksomhed. Filosoffer som Aldo Leopold og Holmes Rolston III har bidraget til forståelsen af menneskets forhold til natur og miljø.

### Filosofisk pædagogik og psykoterapi
I USA er filosofien også blevet anvendt og praktiseret i en mindre teoritung udgave inden for blandt andet psykoterapi: Den amerikanske eksistentiel-humanistiske tilgang til eksistentiel terapi blev grundlagt af den amerikanske teolog og psykolog Rollo May omkring 1950’erne. Den amerikanske tilgang er mere psykologisk end de europæiske tilgange men har dog et klart filosofisk indhold. Mays mest kendte efterfølger er den eksistentiel-humanistiske psykiater og eksistensterapeut Irvin D. Yalom. Yalom mener, at mennesket må konfrontere sig med eksistensens 4 grundvilkår, som er døden, friheden, isolationen og meningsløsheden.
Desuden er filosofien blevet anvendt og praktiseret inden for pædagogik. bell hooks har også været optaget af pædagogik og mener, at lærere skal mindske brug af magt og kontrol. Der skal således være en ligeværdig magtbalance i undervisningen, der gør op med undertrykkende strukturer. Hendes pædagogik er både kritisk, feministisk og anti-kolonialistisk. Både lærere og elever skal undersøge og kritisere stereotype forestillinger om køn, seksualitet og race mv. og skabe fællesskab.
Filosoffen Card Claudia bruger den feministiske pædagogik i sin undervisning på universitetet, hvor de studerende sidder i rundkreds og diskuterer deres erfaringer med køn og sexisme.

## Store amerikanske filosoffer
- Charles Sanders Pierce
- William James
- George Herbert Mead
- John Dewey
- Robert Nozick
- John Searle
- Willard Quine
- Richard Rorty
- John Rawls
- Thomas Kuhn
- Irvin D. Yalom
- Hubert Dreyfus
- Don Ihde
- Daniel Dennett
- Thomas Nagel
- Noam Chomsky
- Martha Nussbaum
- Judith Butler
- Nel Noddings[46]

### Primærlitteratur på engelsk (originale filosofiske værker)
- Franklin, Benjamin, The works of Benjamin Franklin, ed. Jared Sparks, Hillard, Gray, 1840
- Jefferson, Thomas, The Political Writings of Thomas Jefferson, UNC Press Books, 1993

### Primærlitteratur på dansk
- Arendt, Hannah (2019): Åndens liv. Klim. Med forord af Hans-Jørgen Schanz og i oversættelse af Joachim Wrang
- Austin, John Langshaw (1997): Ord der virker. Gyldendal. Oversættelse og indledning af John E. Andersen og Thomas Bredsdorff
- Butler, Judith (2020): Kønsballade: Feminisme og subversion af identitet. THP, oversætter T. Houborg
- Chomsky, Noam (1970): Erkendelse og frihed. Gyldendals Uglebøger. Oversættelse til dansk ved Christian Koch; indledning af Thomas Bredsdorff og Harly Son
- Chomsky, Noam (1988): Den femte frihed: Om magt og ideologi i USA's udenrigspolitik. Forlaget Tiden, oversat af Henrik Stamer Hedin
- Chomsky, Noam (2002): 11. september. Forlaget Bindslev, oversat af Flemming Chr. Nielsen
- Chomsky, Noam (2003): Magt og terror. Forlaget Bindslev, oversat af Flemming Chr. Nielsen
- Chomsky, Noam (2006). Hegemoni eller overlevelse – Amerikas jagt på verdensherredømmet. Klim, oversat af Henrik Stamer Hedin
- Dewey, John (2005). Demokrati og uddannelse. Klim
- Dewey, John (2008). Erfaring og opdragelse. Hans Reitzels Forlag
- Dewey, John (2009). Hvordan vi tænker. Klim
- Dewey, John (2012). Offentligheden og dens problemer. Hans Reitzels Forlag. ISBN 9788741269405
- Dewey, John (2014). Interesse og indsats i uddannelse. Syddansk Universitetsforlag
- Dworkin, Ronald (2021). Religion uden gud. Philosophia. Introduktion ved Morten Dige
- Frankfurt, Harry (2018). Viljens frihed og personbegrebet. Mindspace. Oversat af Stefan Herning. Indledning ved Rasmus Bysted Møller. ISBN (trykt bog): []
- Haraway, Donna (2018): Situeret viden. Mindspace. Oversat af Karen Dinesen. Indledning ved Lis Højgaard
- Haraway, Donna (2020): Et cyborgmanifest. Mindspace. Oversat af Ole Lindegård Henriksen
- Nagel, Thomas (2018): Hvordan er det at være en flagermus? Kbh.: Mindspace. Introduktion ved Oliver Kauffmann
- Noddings, Nel (1997). Pædagogisk filosofi. Klim, oversat af Jonna Frandsgård
- Nussbaum, Martha (2019). Frygtens monarki. Klim. Oversætter: Joachim Wrang
- Nussbaum, Martha (2021). At skabe kapabiliteter. Mindspace.
- Rawls, John (2005): En teori om retfærdighed. Det lille Forlag, oversat af Mogens Chrom Jacobsen
- Rawls, John (2018): To opfattelser af regler. Mindspace. Indledning ved Søren Flinch Midtgaard
- Rorty, Richard (2021): Kontingens, ironi og solidaritet. Klim. Udgave fra 1992 fra Modtryk. Oversat af Morten Haugaard Jeppesen og Søren Christensen
- Rorty, Richard (2018): Filosofi og socialt håb. Klim. Oversættelse og efterord ved Michael Vernersen
- Searle, John (2008): Psyke, sprog og samfund. AUF
- Yalom, Irvin D. (1996): Eksistentiel psykoterapi. Hans Reitzels Forlag. ISBN 9788741228389
- Yalom, Irvin D. (2009): Terapiens essens. Hans Reitzels Forlag. ISNB: 9788741250519

### Sekundærlitteratur på dansk (introduktions- og kommentarlitteratur)
- Andersen, Astrid Nonbo og Christian O. Christiansen (red.) (2016): Amerikanske tænkere – 14 intellektuelle der ændrede USA. Informations Forlag
- Brinkmann, Svend (2006): “John Dewey”. Hans Reitzels Forlag
- Christensen, Søren & Morten Haugaard Jeppesen (1990). Richard Rortys pragmatisme - fra hermeneutisk konversation til romantisk innovation. Slagmark - Tidsskrift for idéhistorie, (16), 15–19.
- Collin, Finn (2003). Engelsk og amerikansk filosofi. Politiken

- Fink, Hans (1964). De store tænkere: John Dewey. Berlingske Forlag
- Gimmler, Antje (2017). Ikke-epistemologisk erfaring og empirisk filosofi: Deweys pragmatisme som anvendt filosof. I M. Ziethen (red.), Anvendt filosofi er interaktionel filosofi : Positioner og perspektiver (1 udg., s. 19-38). Aalborg Universitetsforlag. Applied Philosophy / Anvendt Filosofi Nr. 9
- Madsen, Claus (2008). Med Dewey in mente. Klim
- Rostbøll, Christian (2010): Hannah Arendt. Djøf
- Schanz, Hans Jørgen (2007): Handling og ondskab. Aarhus Universitetsforlag.